# Congroidei
Congroidei è un sottordine di pesci anguilliformi.

## Famiglie
- Colocongridae
- Congridae
- Derichthyidae
- Muraenesocidae
- Nemichthyidae
- Nettastomatidae
- Ophichthidae
- Serrivomeridae
- Synaphobranchidae